# Mafdet

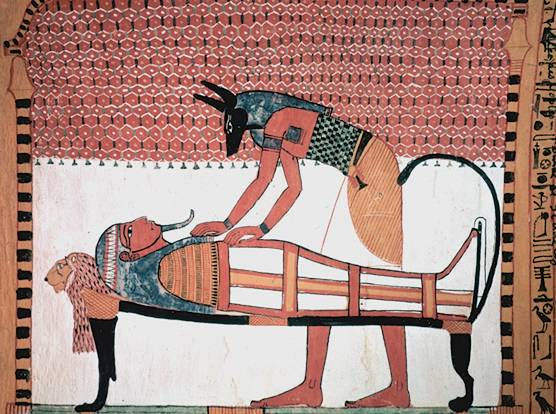
La testa di Mafdet dipinta sul letto in cui è deposta la mummia del faraone Sennedjem

Mafdet (talvolta indicata come Maftet) è una divinità egizia appartenente alla religione dell'antico Egitto. Era una dea che proteggeva contro serpenti e scorpioni ed era spesso rappresentata come una sorta di felide o mangusta. Si trova nell'elenco delle divinità dell'antico Egitto a partire dalla I dinastia egizia. Mafdet era l'identificazione della giustizia legale, o possibilità della pena di morte. Era anche collegata alla protezione degli appartamenti del faraone e di altri luoghi sacri, proteggendoli dagli animali velenosi, visti come trasgressori dei precetti della divinità Maat. 
Poiché gli animali velenosi come scorpioni e serpenti vengono uccisi dai felini, Mafdet era rappresentata con sembianze feline, anche se non è certo che, alternativamente, lei non potesse essere un gatto, uno zibetto o una mangusta. Riferendosi al modo in cui questi animali uccidono i serpenti, le fu dato il nome di "squartatore di serpenti".
La dea fu molto importante durante il regno del faraone, della I dinastia, Den, e la sua immagine appare su frammenti dei vasi di pietra della tomba del faraone oltre ad essere citata in una voce dedicatoria nella Pietra di Palermo. Viene anche menzionata nei testi delle piramidi dall'Antico Regno come protettrice del dio sole Ra contro il veleno dei serpenti.

## Arte
Nell'arte, Mafdet viene rappresentata come un felino, una donna con testa di felino o un felino con testa di donna.
Essa era spesso rappresentata come un felino presente nelle insegne dei boia. Si dice che Mafdet strappasse il cuore agli ingiusti, ponendolo ai piedi del faraone, come fanno i gatti con gli esseri umani presentando loro i roditori o gli uccelli che hanno ucciso o mutilato.
Durante il Nuovo Regno, Mafdet era considerata come regnante sulla sala delle sentenze (Duat) dove i nemici del faraone venivano decapitati con l'artiglio di Mafdet.